# شیزوکا
شیزوکا یک اسم ژاپنی است که هم برای زنان و هم برای مردان استفاده می‌شود هرچند بیشتر برای زنان و دختران از آن استفاده می‌شود.
شیزوکا ممکن است به یکی از موارد زیر اشاره داشته باشد:
- آنی شیزوکا اینوه، خواننده ژاپنی
- شیزوکا آراکاوا، رقصنده ژاپنی
- خانم شیزوکا، یکی از مشهورترین زنان تاریخ ژاپن
- شیزوکا کامی، سیاستمدار
- شیزوکا ایتو، خواننده، و صداپیشه اهل ژاپن
- شیزوکا میورا، نوازنده و گیتاریست اهل ژاپن
- شیزوکا کودو، موسیقی‌دان اهل ژاپن